# Liatongus
Liatongus är ett släkte av skalbaggar. Liatongus ingår i familjen bladhorningar.

## Bildgalleri

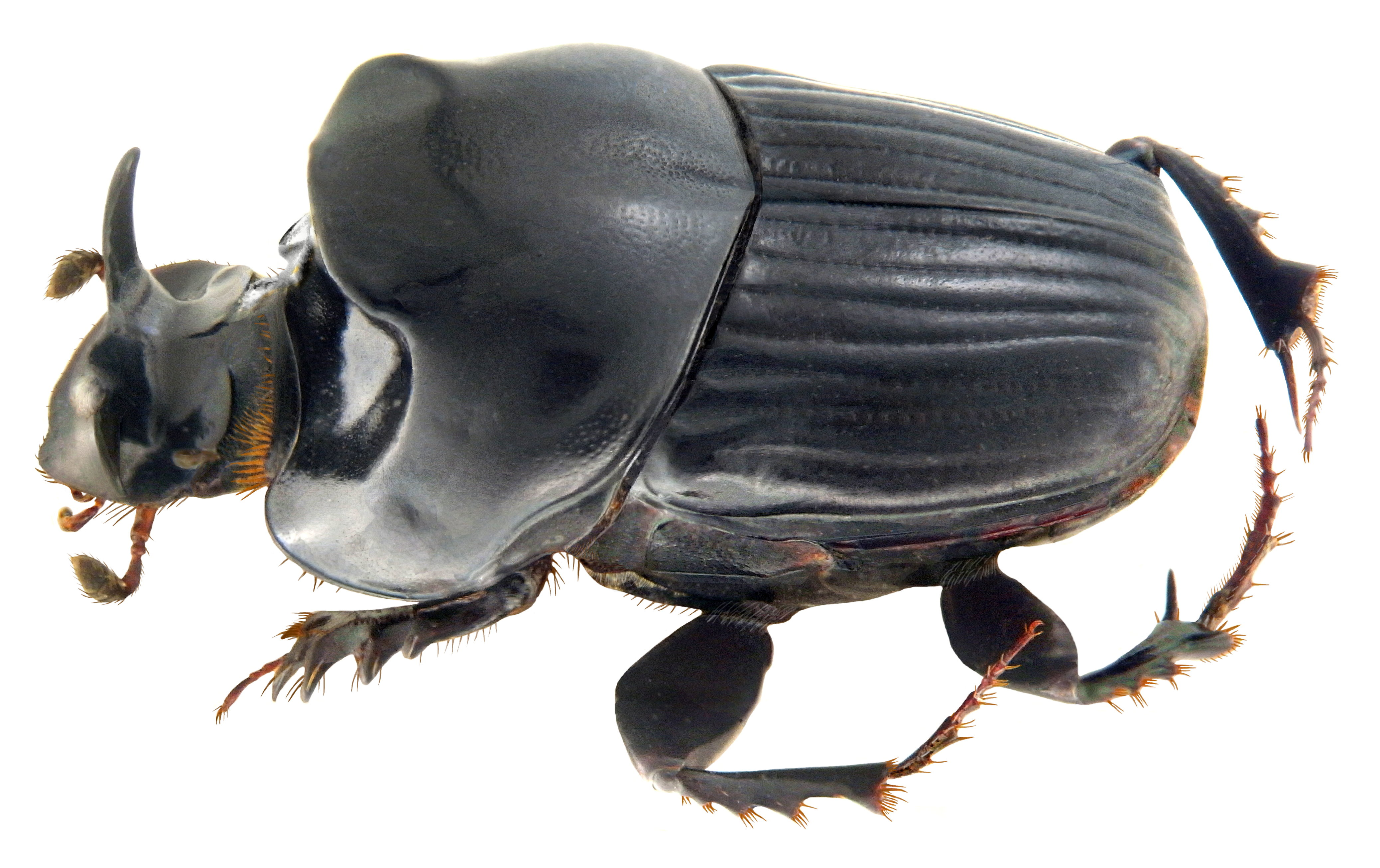
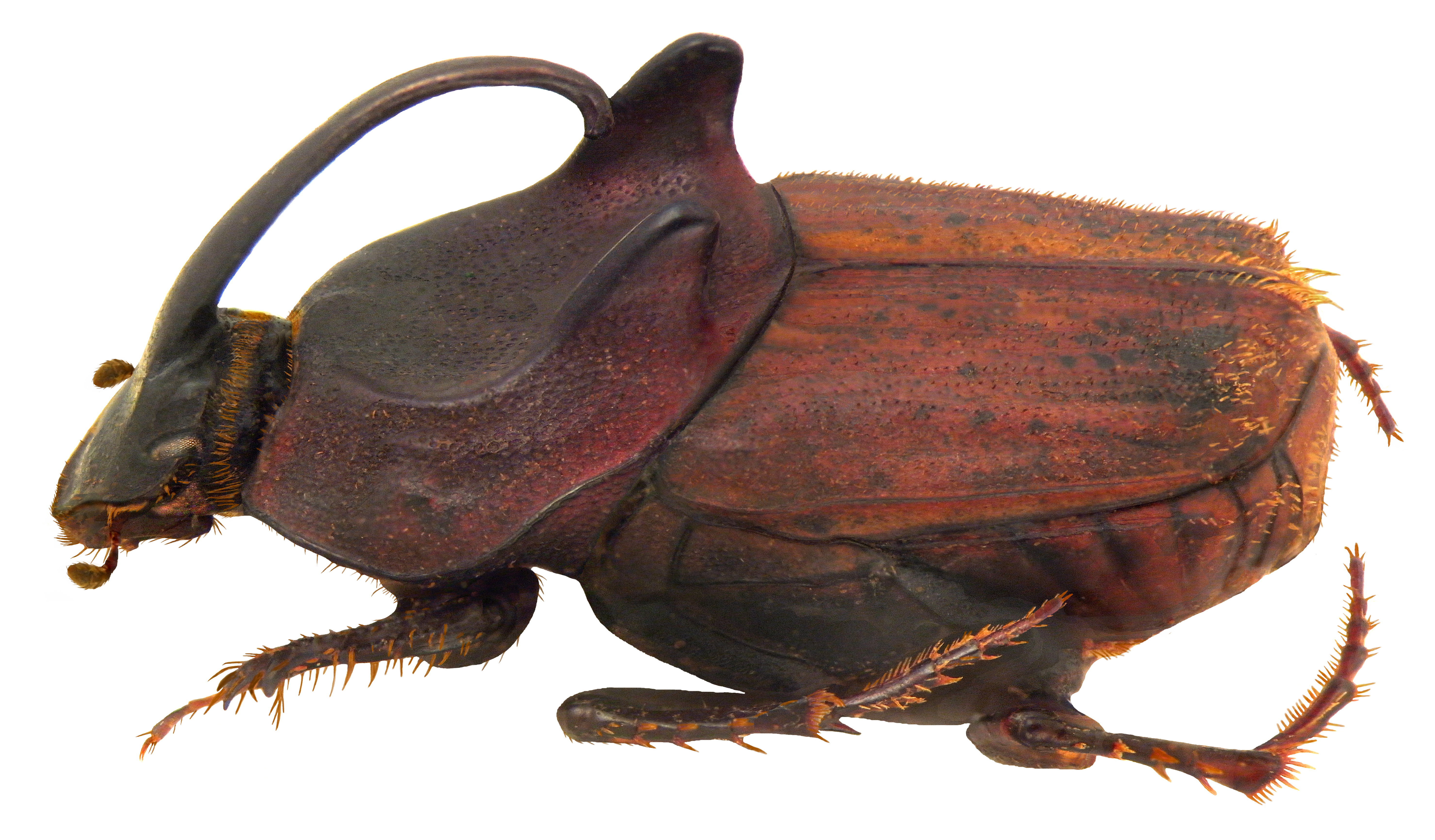
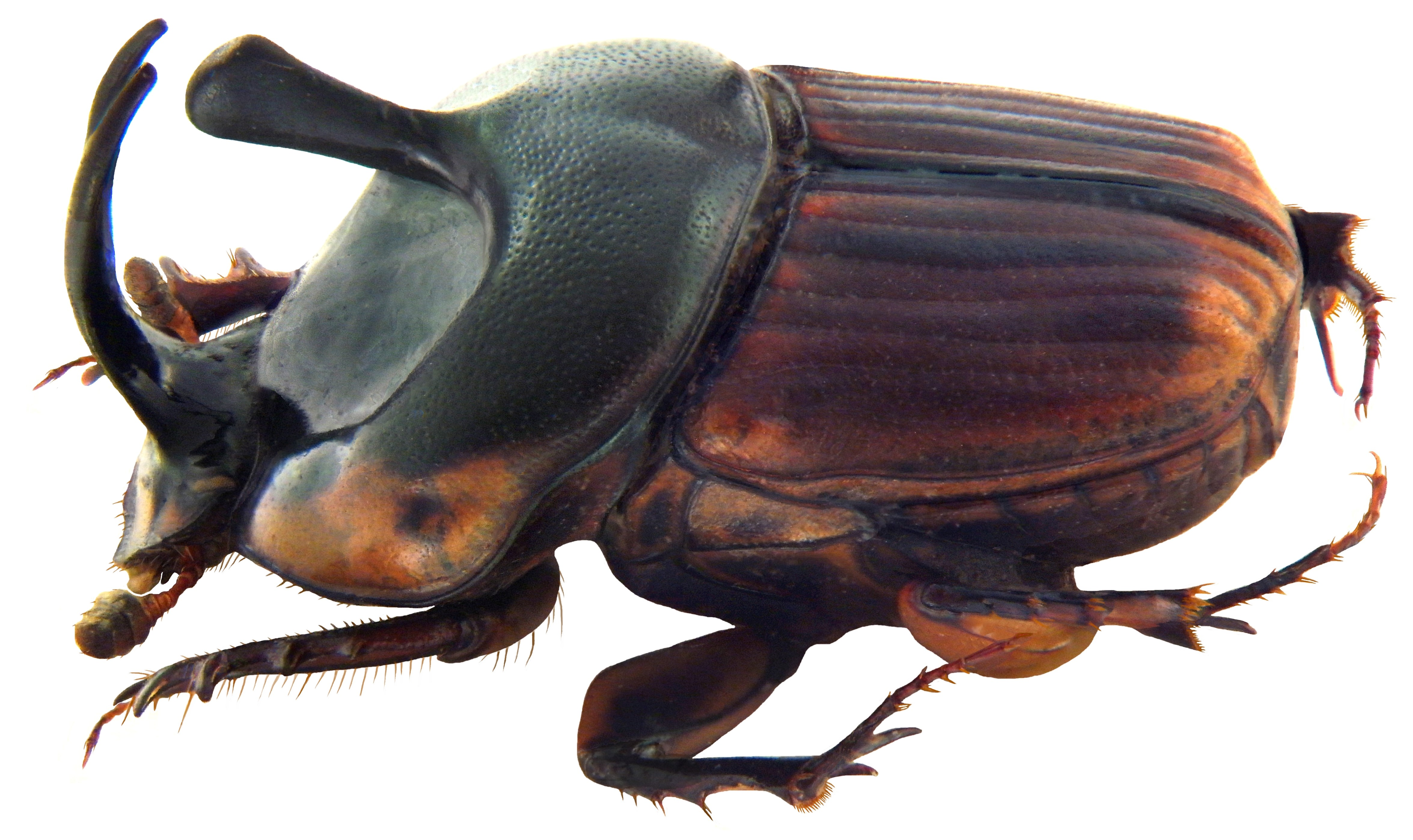
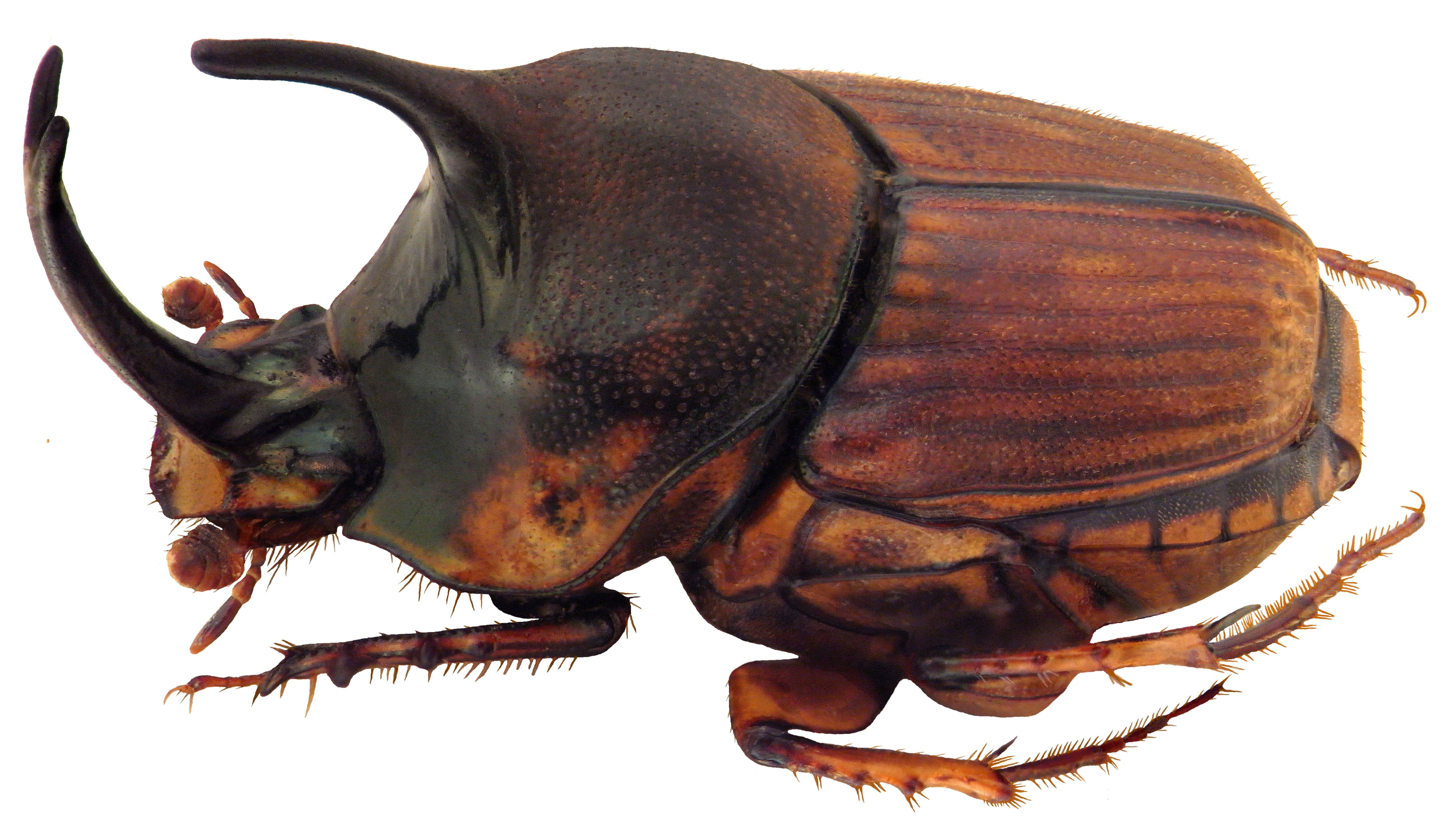
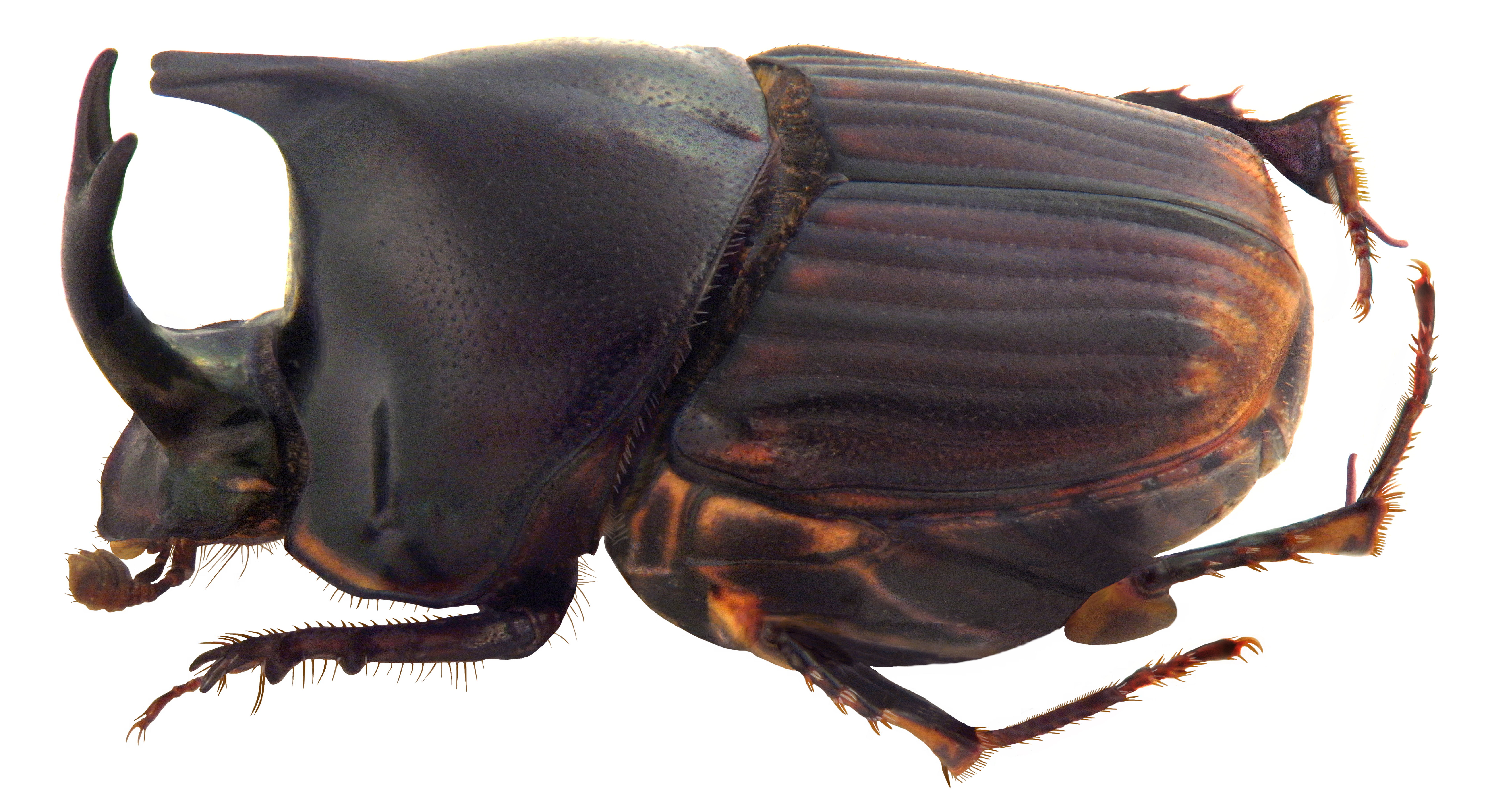
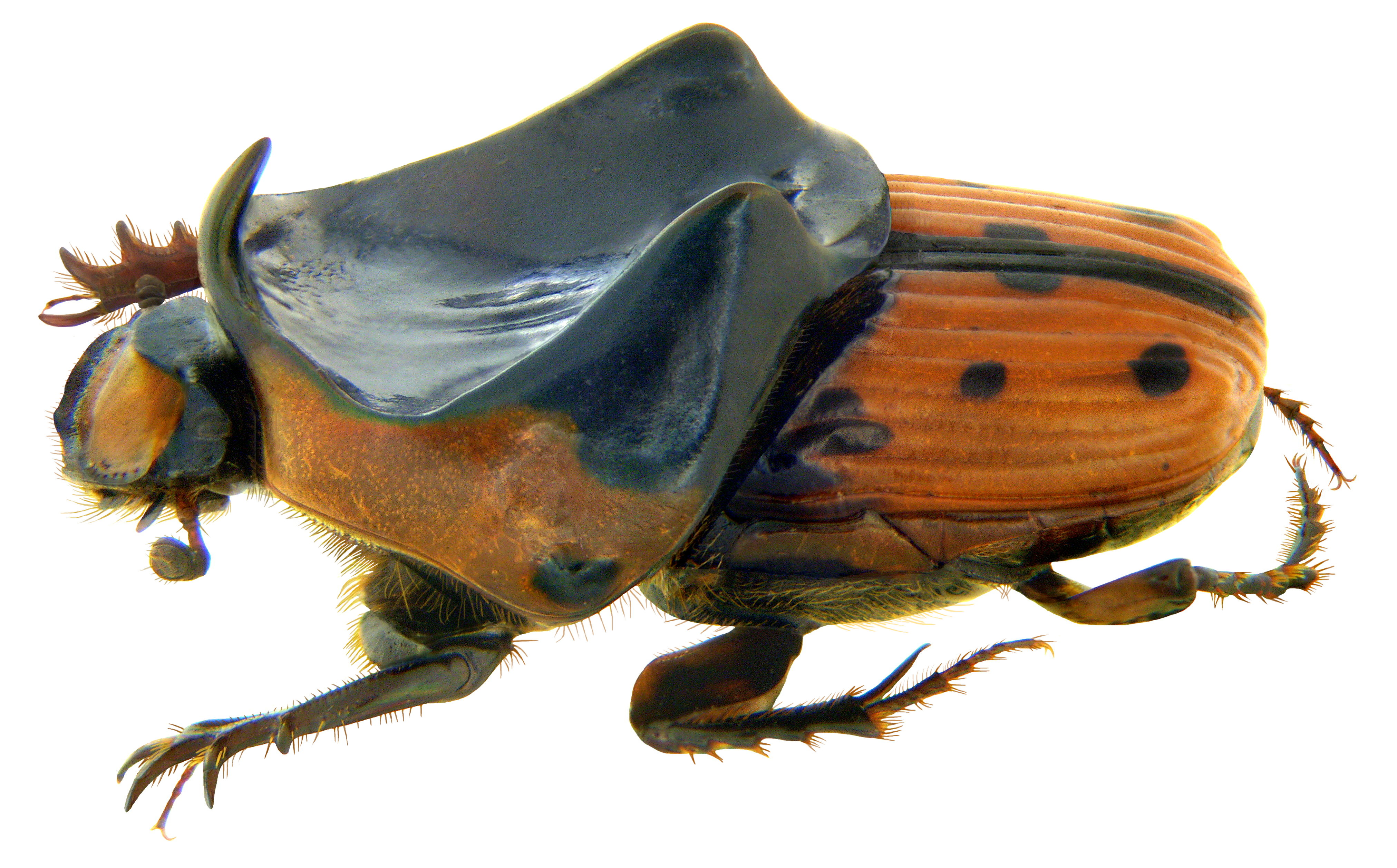

## Dottertaxa tillLiatongus, i alfabetisk ordning[1]
- Liatongus affinis
- Liatongus amitinus
- Liatongus ancorifer
- Liatongus appositicornis
- Liatongus arrowi
- Liatongus aterrimus
- Liatongus bucerus
- Liatongus californicus
- Liatongus capricornis
- Liatongus clypeocornis
- Liatongus davidi
- Liatongus denticornis
- Liatongus endrodii
- Liatongus fairmairei
- Liatongus femoratus
- Liatongus ferreirae
- Liatongus fulvostriatus
- Liatongus gagatinus
- Liatongus hastatus
- Liatongus incurvicornis
- Liatongus indicus
- Liatongus interruptus
- Liatongus martialis
- Liatongus medius
- Liatongus mergacerus
- Liatongus militaris
- Liatongus minutus
- Liatongus phanaeoides
- Liatongus pugionatus
- Liatongus raffrayi
- Liatongus rhadamistus
- Liatongus rhinoceros
- Liatongus rhinocerulus
- Liatongus rhinocerus
- Liatongus schoutedeni
- Liatongus sjostedti
- Liatongus spathulatus
- Liatongus taurus
- Liatongus testudo
- Liatongus triacanthus
- Liatongus tridentatus
- Liatongus tuberculicollis
- Liatongus upembanus
- Liatongus urus
- Liatongus venator
- Liatongus vertagus